# Dioscorea mosqueirensis
Dioscorea mosqueirensis är en enhjärtbladig växtart som beskrevs av Reinhard Gustav Paul Knuth. Dioscorea mosqueirensis ingår i släktet Dioscorea och familjen Dioscoreaceae. Inga underarter finns listade i Catalogue of Life.